# VIPR2
VIPR2 (англ. Vasoactive intestinal peptide receptor 2) – білок, який кодується однойменним геном, розташованим у людей на короткому плечі 7-ї хромосоми. Довжина поліпептидного ланцюга білка становить 438 амінокислот, а молекулярна маса — 49 479.
| 10         |  | 20         |  | 30         |  | 40         |  | 50         |
| ---------- |  | ---------- |  | ---------- |  | ---------- |  | ---------- |
| MRTLLPPALL |  | TCWLLAPVNS |  | IHPECRFHLE |  | IQEEETKCAE |  | LLRSQTEKHK |
| ACSGVWDNIT |  | CWRPANVGET |  | VTVPCPKVFS |  | NFYSKAGNIS |  | KNCTSDGWSE |
| TFPDFVDACG |  | YSDPEDESKI |  | TFYILVKAIY |  | TLGYSVSLMS |  | LATGSIILCL |
| FRKLHCTRNY |  | IHLNLFLSFI |  | LRAISVLVKD |  | DVLYSSSGTL |  | HCPDQPSSWV |
| GCKLSLVFLQ |  | YCIMANFFWL |  | LVEGLYLHTL |  | LVAMLPPRRC |  | FLAYLLIGWG |
| LPTVCIGAWT |  | AARLYLEDTG |  | CWDTNDHSVP |  | WWVIRIPILI |  | SIIVNFVLFI |
| SIIRILLQKL |  | TSPDVGGNDQ |  | SQYKRLAKST |  | LLLIPLFGVH |  | YMVFAVFPIS |
| ISSKYQILFE |  | LCLGSFQGLV |  | VAVLYCFLNS |  | EVQCELKRKW |  | RSRCPTPSAS |
| RDYRVCGSSF |  | SRNGSEGALQ |  | FHRGSRAQSF |  | LQTETSVI   |  |            |

A: Аланін

C: Цистеїн

D: Аспарагінова кислота

E: Глутамінова кислота

F: Фенілаланін

G: Гліцин

H: Гістидин

I: Ізолейцин

K: Лізин

L: Лейцин

M: Метіонін

N: Аспарагін

P: Пролін

Q: Глутамін

R: Аргінін

S: Серин

T: Треонін

V: Валін

W: Триптофан

Кодований геном білок за функціями належить до рецепторів, g-білокспряжених рецепторів, білків внутрішньоклітинного сигналінгу. 
Задіяний у такому біологічному процесі, як альтернативний сплайсинг. 
Локалізований у клітинній мембрані, мембрані.